# Магналий

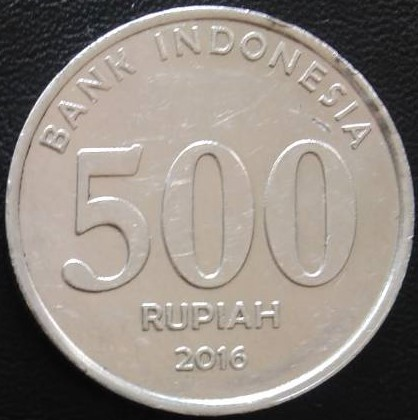
изготовленая из магналия (алюминиевая) монета в пятьсот индонезийских рупий (Rp500).

Магналий— общее название металлических сплавов, содержащих преимущественно алюминий с примесью магния  в количествах от 1 до 30%. Кроме того, эти сплавы могут содержать небольшое количество марганца и меди. Магналии – это сплавы с плотностью ниже, чем у алюминия, но с более высокой коррозионной стойкостью, например, плотность с 10% магния составляет 2,55 г/см, при плотности алюминия – 2,7. Применение: детали двигателей, детали конструкции самолетов. Алюминиевый сплав, аналогичный магналию, — дюралюминий, имеющий несколько большую плотность и гораздо большую механическую прочность